# Hymenocarpos circinnatus
Genre
Espèce
Hymenocarpos circinnatus, l'hyménocarpe couché en cercle, est une espèce de plantes à fleurs dicotylédones de la famille des Fabaceae, sous-famille des Faboideae, originaire du bassin méditerranéen. C'est l'unique espèce acceptée du genre Hymenocarpos (genre monotypique).

## Synonymes
- Anthyllis circinnata (L.) D.D.Sokoloff (préféré par NCBI)[3]
- Hymenocarpos nummularius (DC.) G.Don[2]
- Medicago circinnata L.[2]